# 南山、大坑東及大坑西
南山、大坑東及大坑西（英語：Nam Shan, Tai Hang Tung & Tai Hang Sai，代號F25）是香港深水埗區議會下轄的選區，2007年設立，以公共屋邨為主，2023年取消，末任區議員為民協成員譚國僑。

## 範圍
選區位於深水埗區的九龍仔一帶，現時包括南山邨、大坑東邨、大坑西邨及附近樓宇如仁寶大廈、南山苑、石硤尾邨美映樓、美如樓，與其相鄰的選區有南昌南、南昌東、石硤尾、下白田及又一村，並且以界限街連接油尖旺區的旺角東選區。選區名稱來自前述三條屋邨的名字，亦是現時名稱最長的選區，投票站設於大坑東社區中心 。

## 沿革
南山、大坑東及大坑西選區由原大坑東及又一村選區中的大坑東邨及南山選區於2007年合併而成，當時更包括大埔道附近的幾棟大廈。由於西九龍填海區（俗稱西九四小龍）及歌和老街近筆架山地區人口增加，原南昌五區、九龍仔（大坑東及大坑西）、白田及石硤尾區需要重劃以騰出議席予西九龍填海區範圍。南昌東（與石硤尾邨合併成為石硤尾及南昌東選區）取消、南昌五區界線有所更動。
2007年區議會選舉代表民協的原南山區議員王桂雲選擇於本區連任，而當時韋海英以深水埗社區服務連線名義於本區出選，挑戰於該區服務多年的王。最終王取得2243票比韋的1317票多，成功連任。
2011年區議會選舉王桂雲退休放棄連任，民協派出譚國僑由石硤尾及南昌東轉到本區爭取連任，韋海英亦以西九新動力身份再次參選。同時有建制派背景的雷文鋒亦於本區參選，競選期間人民力量陳偉業參與雷的街站活動助選，呼籲選民以「票債票償」方式狙擊民協支持2012政改的決定。結果韋海英2,291票超過譚氏2,098票及雷氏259票，譚國僑以不足二百票之差未能於本區連任，成為少數「票債票償」使泛民失利的例子。而2012年香港立法會選舉西九新動力梁美芬名單將韋氏列入其中，被指針對譚在本區的選票，應對當時民協九龍西名單以譚國僑為首名的安排，結果本區票站兩張名單得票接近，而譚最終以不足二千票敗給梁，未能繼承民協在九龍西的議席。
2015年區議會選舉，因應石硤尾及南昌東回復為兩個選區，大埔道的幾棟大廈劃回南昌東。選舉重演2011年的格局，爭取連任的韋海英再與民協譚國僑對決，前泛民成員符偉樂突然參選，被指試圖「鎅票」影響譚選情。唯由於大坑西新邨重建一事，韋譚二人採取不同手法跟進，故選情仍以這對老對手為主，最後譚以2,563票、高達572票之差擊敗韋重返議會，而符偉樂只得54票。
2019年區議會選舉，因應石硤尾選區人口過多，原屬該區的石硤尾邨美如樓、美映樓劃入本區以平衡人口分佈。選舉由民協譚國僑對上西九新動力陳麗紅、無黨派徐駿楠及陳炳輝，選舉期間徐駿楠被發現多項可疑舉動，如提名期最後兩日才收集提名，擔任過經民聯立法會議員梁美芬助理，但宣傳物品卻包括五大訴求，缺一不可的反修例活動主題，徐氏只好停止競選活動以證清白，結果民協譚國僑以五成七選票打敗得票四成的陳麗紅連任。2021年7月8日，因應政府計劃追討協助民主派初選區議員的酬金津貼傳聞所帶動的區議員辭職潮中，譚國僑宣佈辭去區議員職務。

## 歷屆議員
| 屆別                 | 議員   | 政治聯繫 | 政治聯繫   |
| -------------------- | ------ | -------- | ---------- |
| 2008年－2011年       | 王桂雲 |          | 民協       |
| 2012年－2015年       | 韋海英 |          | 西九新動力 |
| 2016年－2019年       | 譚國僑 |          | 民協       |
| 2020年－2021年7月8日 | 譚國僑 |          | 民協       |
| 2021年7月9日－2023年 | 懸空   | 懸空     | 懸空       |

## 歷屆選舉結果
| 政党   | 政党                    | 候选人    | 票数  | %     | ±      |
| ------ | ----------------------- | --------- | ----- | ----- | ------ |
|        | 無黨派                  | ①. 徐駿楠 | 116   | 1.46  | 不適用 |
|        | 西九新動力/九龍社團聯會 | ②. 陳麗紅 | 3,231 | 40.69 | -0.07  |
|        | 無黨派                  | ③. 陳炳輝 | 47    | 0.59  | +0.06  |
|        | 民協                    | ④. 譚國僑 | 4,546 | 57.25 | +1.25  |
| 多数票 | 多数票                  | 多数票    | 1,315 | 16.56 | 不適用 |

| 政党   | 政党       | 候选人    | 票数  | %     | ±      |
| ------ | ---------- | --------- | ----- | ----- | ------ |
|        | 西九新動力 | ①. 韋海英 | 1,991 | 43.21 | -6.08  |
|        | 民協       | ②. 譚國僑 | 2,563 | 55.62 | +10.48 |
|        | 無黨派     | ③. 符偉樂 | 54    | 1.17  | 不適用 |
| 多数票 | 多数票     | 多数票    | 572   | 13.41 | 不適用 |

| 政党   | 政党       | 候选人    | 票数  | %     | ±      |
| ------ | ---------- | --------- | ----- | ----- | ------ |
|        | 無黨派     | ①. 雷文鋒 | 259   | 5.57  | 不適用 |
|        | 西九新動力 | ②. 韋海英 | 2,291 | 49.29 | +12.3‬  |
|        | 民協       | ③. 譚國僑 | 2,098 | 45.14 | 不適用 |
| 多数票 | 多数票     | 多数票    | 193‬   | 4.15  | 不適用 |

| 政党   | 政党   | 候选人    | 票数  | %     | ±      |
| ------ | ------ | --------- | ----- | ----- | ------ |
|        | 無黨派 | ①. 韋海英 | 1,317 | 36.99 | 新選區 |
|        | 民協   | ②. 王桂雲 | 2,243 | 63.01 | 新選區 |
| 多数票 | 多数票 | 多数票    | 926   | 26.01 | 新選區 |